# Ponta do Castelete

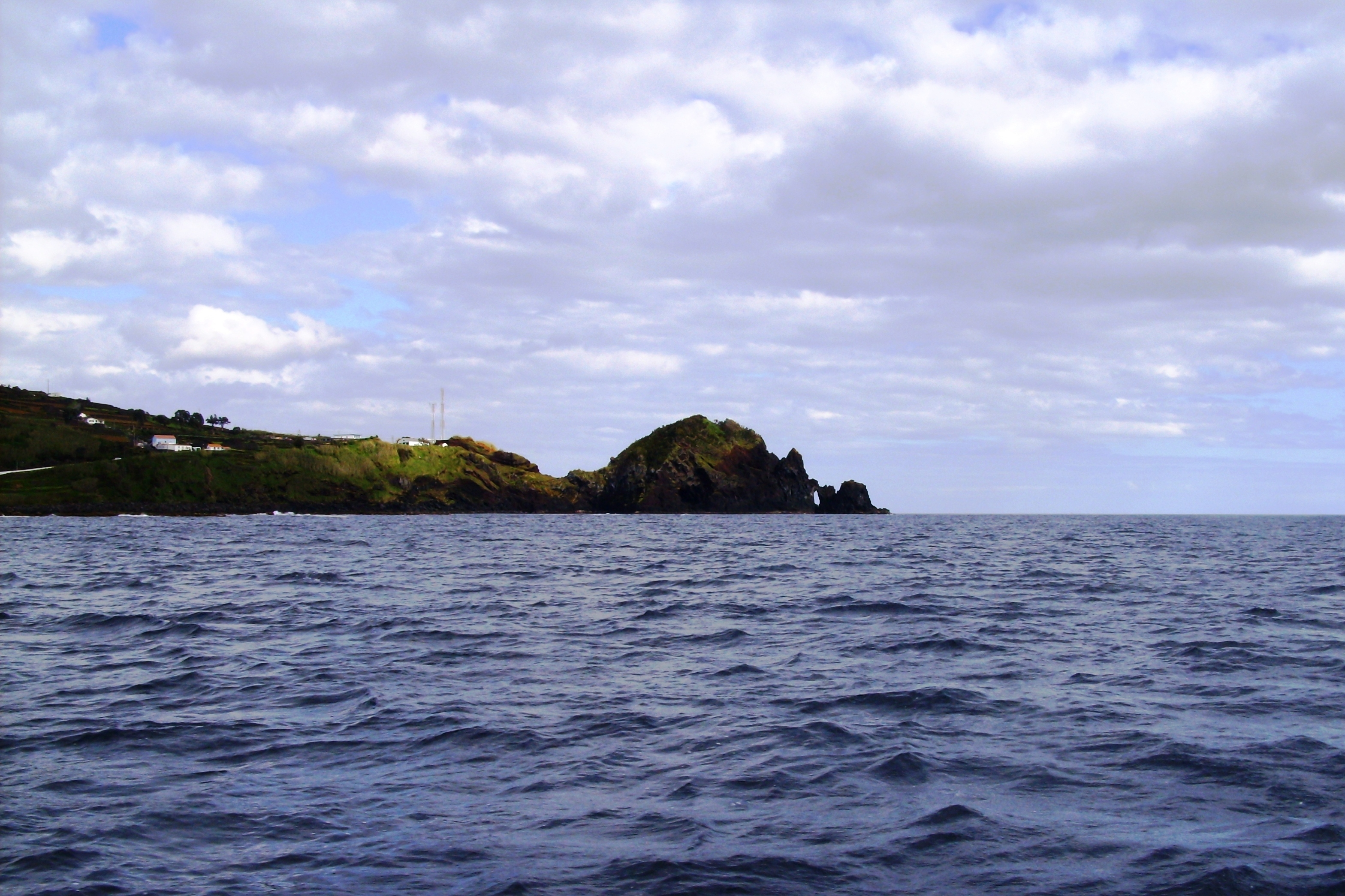
Ponta do Castelete, Lajes das Flores.

A Ponta do Castelete localiza-se na freguesia das Lajes do Pico, concelho de mesmo nome, na ilha do Pico, nos Açores.
Entre a Ponta do Pargo e a Ponta da Queimada, constitui-se num promontório que se eleva a 64 metros acima do nível do mar.